# Мігрант
Мігрант (лат. migrans, migrantis — переселенець; той, хто переселяється) — це людина, що свідомо та з власної волі перетинає державні або адміністративно-територіальні кордони з метою зміни місця проживання або без такої зміни.

## Класифікація
Мігранти поділяються:
- за типовою ознакою внутрішнім і зовнішнім (міжнародним);
- за правовою — законним та незаконним;
- за видовою — постійним і зворотним;
- за характерною — політичним, трудовим або пов'язаним із зміною екологічного середовища тощо.

## Причина еміграції
Головною причиною імміграції та еміграції найчастіше є бажання покращити рівень життя. Мігранти та емігранти залишають рідний дім і вирушають до країни, де легше влаштуватися на високооплачувану роботу. Іншою причиною еміграції є неможливість нормально жити у постійному місці проживання.